# 盧卡斯·兹伊加德羅
盧卡斯·兹伊加德羅（波蘭語：Łukasz Żygadło；1979年8月2日—）是一位波蘭排球運動員。他現在效力於意大利排球聯賽球隊特崙蒂諾。他也代表波蘭國家排球隊參賽。